# Sin pecado concebido
Sin pecado concebido es una telenovela mexicana producida por José Alberto Castro para la cadena Televisa, emitida por El Canal de Las Estrellas entre el 28 de mayo y el 28 de septiembre de 2001. 
Está protagonizada por Angélica Rivera y Carlos Ponce, con las participaciones antagónicas de Itatí Cantoral, Sergio Goyri, Luis Roberto Guzmán y la primera actriz Beatriz Aguirre. Cuenta además con las actuaciones estelares de Maria Sorté, Ana Bertha Espín y las participaciones especiales de Orlando Carrió y Juan Soler.

## Argumento
Sin pecado Concebido relata la historia de amor entre Mariana y Adrián que se desarrolla en la hacienda "La Encantada", ubicada en la conservadora ciudad de Puebla.
Allí viven Claudio y  la católica Amparo Martorel, dueños de una importante empresa de perfumes. Y con ellos vive Adrián, su hijo, quien acaba de regresar de estudiar un máster en Chicago. Adrián está comprometido con Raquel Villavicencio, una muchacha perversa y manipuladora que está aliada con Álvaro, el chofer de Claudio, y que lo único que desea es la posición y el dinero de Adrián.
Mariana, inocente, bonita y bondadosa, también vivía en "La Encantada" con toda la familia Martorel donde era una hija más,  pero por una razón muy poderosa, salió huyendo de allí sin dar explicaciones y se refugió en un internado con la idea de convertirse en monja.  Viviendo en el convento conoce a la hermana Jovita y a la madre Ángeles, quienes junto con el padre Gonzalo, se convierten en sus consejeros espirituales. Es entonces en dicho lugar donde aprende a regir y a manejar su vida bajo los preceptos y las normas de la religión católica. Sin embargo, al morir su padre, decide regresar a "La Encantada"
Al volver a casa, Adrián se reencuentra con Mariana, y ambos se dan cuenta de que nunca se dejaron de amar y se enciende nuevamente el amor que hubo entre ellos desde que eran niños, pero entre ellos se interpone Raquel, quien no se detendrá ante nada para separarlos con el apoyo de su abuela, Doña Salud. 
Durante los preparativos de la boda entre Raquel y Adrián, los Martorel empiezan a desmoronarse. Mariana trata de mantenerse al margen de ellos, pero Adrián le jura que romperá su compromiso para casarse con ella. Raquel, en su desesperación, inventará que está embarazada de Adrián, cuando la realidad es que el hijo es de Álvaro. Doña Salud apoya a su nieta a pesar de saber que su matrimonio con Adrián estará basado en un engaño.
En tanto, en el interior de la familia Martorel se viven problemas gravísimos, pues Emiliano, un hombre vicioso y sin escrúpulos, toda su vida ha vivido bajo la sombra de su hermano Claudio, y no dudará en recurrir al fraude e inclusive al asesinato para acabar con él y con la empresa perfumera.
Por otro lado, Claudio sostiene una relación clandestina con una bella modelo extranjera, llamada Montserrat, que lo ama sinceramente y que poco a poco descubre los negocios ilícitos de Emiliano y los fraudes que el ha cometido;  Amparo, al darse cuenta de la infidelidad de su esposo, le pide el divorcio y decide retomar su lugar en la empresa. Adrián, desesperado porque su familia se desintegra rápidamente le exige a Montserrat que se aleje definitivamente de su padre y que renuncie a él para no destruir su vida y su reputación. Pero en el momento en que Claudio se entera de esto, cambia abruptamente su testamento, dejando toda su fortuna al supuesto hijo que han concebido Adrián y Raquel, sin que la familia pueda hacer nada al respecto.
Así se desata una completa y peligrosa tormenta de ambición y codicia, que amenazan el destino de los Martorel; Raquel tendrá problemas con su embarazo y  Emiliano está a punto de quedarse con la herencia; Mariana por su parte, está decidida a salvar a esta familia que tanto quiere, y concebirá un sacrificio de amor muy especial, sin darse cuenta de que la maldad y el engaño se están aprovechando de ella para robarle lo más sagrado que una mujer pueda tener Sin pecado concebido.

## Elenco
- Angélica Rivera - Mariana Campos Ortiz
- Carlos Ponce - Adrián Martorel Ibáñez
- Itatí Cantoral - Raquel Villavicencio de Martorel
- Sergio Goyri - Emiliano Martorel Ochoa
- Orlando Carrió - Claudio Martorel Ochoa
- Beatriz Aguirre - Doña Salud Rojas, viuda de Villavicencio
- María Sorté - Amparo Ibáñez de Martorel
- Ana Bertha Espín - Flor Gutiérrez de Martorel
- Sebastián Rulli - Marco Vinicio Martorel Gutiérrez
- Luis Roberto Guzmán - Álvaro Godoy
- Joaquín Cordero - Padre Gonzalo
- Magda Guzmán - Eva Santana
- Aurora Molina - Madre Ángeles
- Pilar Pellicer - Dolores "Loló" de la Barcena y de Teresa
- Delia Casanova - Hermana Jovita
- Rosa María Bianchi - Dra. Carmen Albán
- Roberto Ballesteros - Teniente Epigmenio Nava
- Luis Gatica - Dr. Gerardo Garduño
- Andrea Torre - Arcelia Guízar Albán
- Juan Carlos Casasola - Sergio Orozco
- Montserrat Oliver - Montserrat España
- Juan Soler - Octavio Allende
- Rafael Amaya - Cástulo Campos Ortiz
- David Ostrosky - Diego Enrique Castellanos
- Juan Peláez - Anselmo Campos
- Ivonne Corona - Ana Luisa Ortiz de Campos
- Gerardo Albarrán - Ingeniero Raúl Platas
- Mané Macedo - Reyna
- Alejandra Jurado - Minerva
- Fernando Robles - Ixca Molina
- José Antonio Ferral - Lupe
- Sonia Linar - Madre Violeta
- Roberto Navarro - Hugo Campos Ortiz
- Regina Navarro - Gabriela "Gaby" Campos Ortiz
- Consuelo Mendiola - Maribel
- Lourdes Canale - Olga
- Roger Cudney - Dr. Reyes
- José Antonio Estrada - Efrén
- Norma Regina Brito - Aurelia
- José Luis Montemayor - Julián
- Norma Munguía - Tomasa
- Lucía Pailles - Samantha
- Enrike Palma - Licenciado Obregón
- Estela Ruiz - Paty
- Yamil Sesin - Melquíades
- Luis Fernando Torres - Efrencito Mendoza
- Susan Vohn - Larissa Kedrova
- Thelma Dorantes - Cipriana
- Erika Martí
- Raúl Valerio
- Virgilio García
- Ana Hally
- Constanza Mier
- Arturo Paulet
- Alejandra Obregón
- Alejandro Cano
- Claudia Escamilla
- Valeria Escobar
- Raúl Gaher
- Marcia Garelli
- Jackeline Arroyo
- Juan Pablo Gómez
- Tomás Guzmán
- Sergio Morante
- Carmela Mosso
- Alejandro de la Peña
- José Sosa
- Gabriela del Valle
- Ángeles Yáñez
- Diego Alan Zamudio

## Equipo de producción
- Historia original y libreto: Carlos Olmos, Enrique Serna, Jesús Calzada
- Tema: Sin pecado concebido
- Letra y música: Carlos Ponce, Joel Someillán
- Intérprete: Carlos Ponce
- Música incidental: Chacho Gaytán, Roberto Roffiel
- Escenografía: Isabel Cházaro, María Teresa Ortiz
- Ambientación: Esperanza Carmona
- Diseño de vestuario: Martha Leticia Rivera, Laura Villafaña, Enrique Rivas
- Transformación literaria: Rocío Barrionuevo, Julián Robles
- Edición literaria: Janely Lee
- Edición: Juan Ordóñez, Héctor Flores, Alejandro Iglesias
- Jefe de producción en foro: Raúl Reyes Uicab
- Jefe de producción en locación: Marco Antonio Cano
- Director de cámaras en locación: Bernardo Nájera Flores
- Director de escena en locación: José Ángel Domínguez
- Directores de cámaras: Alejandro Frutos Maza, Ernesto Arreola
- Directores de escena: Juan Carlos Muñoz, Miguel Córcega
- Coordinadora general: Georgina Ramos
- Productores asociados: Ernesto Hernández, Fausto Sáinz
- Productor ejecutivo: José Alberto Castro

## Premios

### Premios TVyNovelas 2002
| Categoría                 | Nominado(a)         | Resultado |
| ------------------------- | ------------------- | --------- |
| Mejor telenovela          | José Alberto Castro | Nominado  |
| Mejor actriz protagónica  | Angélica Rivera     | Nominada  |
| Mejor villana             | Itatí Cantoral      | Ganadora  |
| Mejor villano             | Sergio Goyri        | Nominado  |
| Mejor primera actriz      | Beatriz Aguirre     | Nominada  |
| Mejor actriz coestelar    | María Sorté         | Nominada  |
| Mejor actor coestelar     | Luis Roberto Guzmán | Nominado  |
| Mejor actor de reparto    | Juan Peláez         | Nominado  |
| Mejor revelación femenina | Andrea Torre        | Nominada  |

### Premios Bravo 2002
| Categoría                  | Nominado(a)         | Resultado |
| -------------------------- | ------------------- | --------- |
| Mejor revelación masculina | Luis Roberto Guzmán | Ganador   |
| Mejor primera actriz       | Beatriz Aguirre     | Ganadora  |